# AL 129-1
AL 129-1 jsou zlomky stehenní a holenní kosti tvořící kompletní kolenní kloub, který patřil druhu Australopithecus afarensis. Byly objeveny v Hadaru v Etiopii Donaldem Johansonem v listopadu 1973. Tyto kosti, které jsou datovány do období přibližně 3,4 milionu let, se staly prvním přímým důkazem, že hominini v pliocénu již běžně používali vzpřímenou bipední chůzi. Mezi charakteristické znaky nalezeného kolenního kloubu patří elipsovitý laterální kondyl a šikmá femorální diafýza, které se svou stavbou podobají moderním lidem.

## Nález
Hadarské souvrství bylo objeveno francouzským geologem Mauricem Taiebem v roce 1968. Následně Taieb vytvořil Mezinárodní expedici pro výzkum oblasti Afar, ke které přizval mimo jiné amerického antropologa a zakládajícího ředitele Institutu lidského původu na Arizonské státní univerzitě Donalda Johansona, amerického geologa Jona Kalba a paleontologa francouzského původu Yvese Coppense, aby společně řídili výzkum. Byla vytvořena expedice se čtyřmi americkými a sedmi francouzskými členy.
Expedice našla četné fosilie, ale zpočátku žádné, které by patřily homininům. V listopadu 1973, kdy se blížil konec první výzkumné sezóny, poklepal Johanson na fosilní fragment, o kterém se domníval, že se jedná o žebro hrocha. Zjistil ale, že jde ve skutečnosti o fosilii proximální části tibie (horního konce holenní kosti). Vzhledem k její malé velikosti se domníval, že se jedná o pozůstatek opice. Zatímco si nález zapisoval, všiml si nedaleko ležící distální části femuru (dolního konce stehenní kosti). Když Johanson přiložil fragmenty obou kostí k sobě, zjistil, že kolenní kloub jasně ukazoval, že se jednalo o vzpřímeně kráčejícího hominida. Tento hranatý kloub se lišil od opice, u nichž stehenní a holenní kost tvoří přímku.
Jednalo se o nesmírně důležitý nález, protože to byl první důkaz o vzpřímeně kráčejícím hominidu z doby před 3,4 miliony let. Den po nálezu této fosilie začal Johanson o své analýze pochybovat. Nicméně ji bylo potřeba naléhavě potvrdit, neboť jejich dohoda s etiopskou vládou je zavazovala, aby jeho tým před odjezdem popsal své nálezy na tiskové konferenci. Proto využil blízkou ruinu afarského pohřebiště, kde srovnal fosilní nález s novodobými lidskými kostmi. Kromě velikosti byly oba vzorky prakticky totožné.
V roce 1974 se tým vrátil na druhou výzkumnou sezónu a našel hominidní čelisti. Poté dne 24. listopadu 1974 objevili také částečnou kostru patřící druhu Australopithecus afarensis, která vešla ve známost jako Lucy.